# Forky Asks a Question
Forky Asks a Question (Brasil: Garfinho Pergunta / Portugal: O Garfy Pergunta) é uma série de animação de TV americana baseada na franquia de Toy Story, ambientada depois de Toy Story 4. É a segunda série de televisão da Pixar, desde Buzz Lightyear do Comando Estelar. A série foca no personagem Garfinho (dublado por Tony Hale) enquanto ele faz a seus amigos as perguntas diferentes sobre a vida. A série foi ao ar de 12 de novembro de 2019 a 10 de janeiro de 2020, no Disney+.

## Enredo
Ambientado algum tempo depois dos eventos de Toy Story 4, o brinquedo artesanal Garfinho faz a seus amigos (os personagens de Toy Story) as perguntas diferentes sobre a vida. Alguns dos amigos incluem Porquinho, Rex, Trixie, Botão de Ouro, Hora Certa, Chairol Burnett, Melephant Brooks e mais por vir.

## Elenco
- Tony Hale como Garfinho(pt-BR) ou Garfy(pt-PT?)
- John Ratzenberger como Porquinho(pt-BR) ou Hamm(pt-PT?)
- Wallace Shawn como Rex
- Kristen Schaal como Trixie
- Carol Burnett como Chairol Burnett
- Mel Brooks como Melephant Brooks(pt-BR) ou Melefante Brooks(pt-PT?)
- Carl Reiner como Carl Rinoceronte
- Betty White como Bitey White
- Robin Atkin Downes como Sr. Espeto(pt-BR) ou Sr. Pica-e-Picos(pt-PT?) (substituindo Timothy Dalton)
- Alan Oppenheimer como Hora Certa(pt-BR) ou Relógio(pt-PT?)
- Aloma Wright como Costa(pt-BR) ou Costeletinha(pt-PT?)
- Bonnie Hunt como Dolly(pt-BR) ou Nocas(pt-PT?)
- Jeff Garlin como Botão de Ouro(pt-BR) ou Pompónei(pt-PT?)
- Addison Andrews, Mika Crespo e Imani Prior como Ervilhinhas
- Jeff Pidgeon como Letras(pt-BR) ou Sr. Spell(pt-PT?)